# Xiantao
Xiantao (chiń. 仙桃; pinyin Xiāntáo) – miasto o statusie podprefektury w środkowych Chinach, w prowincji Hubei. W 2006 roku liczba mieszkańców miasta wynosiła 1 480 100.